# Long Prairie, Minnesota
Long Prairie là một thành phố thuộc quận Todd, tiểu bang Minnesota, Hoa Kỳ. Năm 2010, dân số của thành phố này là 3458 người.

## Dân số
- Dân số năm 2000: 3040 người.
- Dân số năm 2010: 3458 người.